# Bobbili
Bobbili là một thành phố và khu đô thị của quận Vizianagaram thuộc bang Andhra Pradesh, Ấn Độ.

## Địa lý
Bobbili có vị trí 18°34′B 83°22′Đ / 18,57°B 83,37°Đ Nó có độ cao trung bình là 103 mét (337 foot).

## Nhân khẩu
Theo điều tra dân số năm 2001 của Ấn Độ, Bobbili có dân số 50.140 người. Phái nam chiếm 50% tổng số dân và phái nữ chiếm 50%. Bobbili có tỷ lệ 64% biết đọc biết viết, cao hơn tỷ lệ trung bình toàn quốc là 59,5%: tỷ lệ cho phái nam là 71%, và tỷ lệ cho phái nữ là 56%. Tại Bobbili, 11% dân số nhỏ hơn 6 tuổi.